# Amaurornis olivieri
Amaurornis olivieri е вид птица от семейство Rallidae. Видът е застрашен от изчезване.

## Разпространение
Разпространен е в Мадагаскар.